# Szerhij Viktorovics Zsadan
Szerhij Viktorovics Zsadan (Sztarobilszk, 1974. augusztus 23. –) ukrán költő, regényíró, esszéíró, zenész, műfordító.

## Élete és pályafutása
Az ukrajnai Luhanszk területen, Sztarobilszkban született. Diplomáját a H.Sz. Szkovoroda Harkivi Nemzeti Pedagógiai Egyetemen 1996-ban Mihajlo Szemenko és az 1920-as évek ukrán futurista íróinak munkásságáról szóló szakdolgozatával szerezte. Ezt követően három évet töltött filológia végzős hallgatóként, 2000 és 2004 között ukrán és világirodalmat tanított. Azóta szabadúszó íróként dolgozik.
Pályáját 1990-ben kezdte, versei forradalmasították az ukrán költészetet: kevésbé voltak szentimentálisak, felelevenítve az 1920-as évek ukrán avantgárd íróinak stílusát, mint Szemenko vagy Johanssen. És megrajzolták szülőföldjét: Kelet-Ukrajna ipari tájait. A Vorosilovgrad (Luhanszk szovjet neve) egy Herman nevű fiatalember történetét meséli el, aki elhagyta szülővárosát, Sztarobilszket (a Luhanszki területen), de vissza kell térnie szülőföldjére, hogy megvédjen valamit, ami az övé. A könyv alapján Jaroszlav Lodigin rendezte a díjnyertes The Wild Fields (Vad mezők, Дике поле, 2018) című filmet.
Zsadan nemzetközileg ismert ukrán író, 12 verseskötete és 7 regénye van, több mint egy tucat irodalmi díj nyertese. 2008 márciusában Anarchia az Egyesült Királyságban című regényének orosz fordítása bekerült a Nemzeti Bestseller-díj szűkített listájára. A 2008-as Moszkvai Nemzetközi Könyvkiállításon is esélyes volt az „Év Könyve” címre. 2009-ben elnyerte a Joseph Conrad-Korzeniowski irodalmi díjat. 2012-ben a Вогнепальні й ножов (Lőfegyverek és kések) elnyerte az „Év könyve” ukrán besorolást szépirodalomért. 2010-es Ворошиловград (Vorosilovgrád) című regénye elnyerte a svájci Jan Michalski irodalmi díjat, a BBC ukrán „Az évtized könyve” díját és a Brücke Berlin-díjat. Válogatott versei (Dinamo Harkiv címmel) elnyerte az ukrán "Az év könyve" díjat. (2014) Месопотамія (Mezopotámia) című könyvéért 2015-ben az Angelus irodalmi díjat kapta, majd 2016-ban Ukrajna elnökének „Az év ukrán könyve” díját.
2016 és 2019 között az ukrán Tarasz Sevcsenko Nemzeti Díj Bizottság tagja volt.

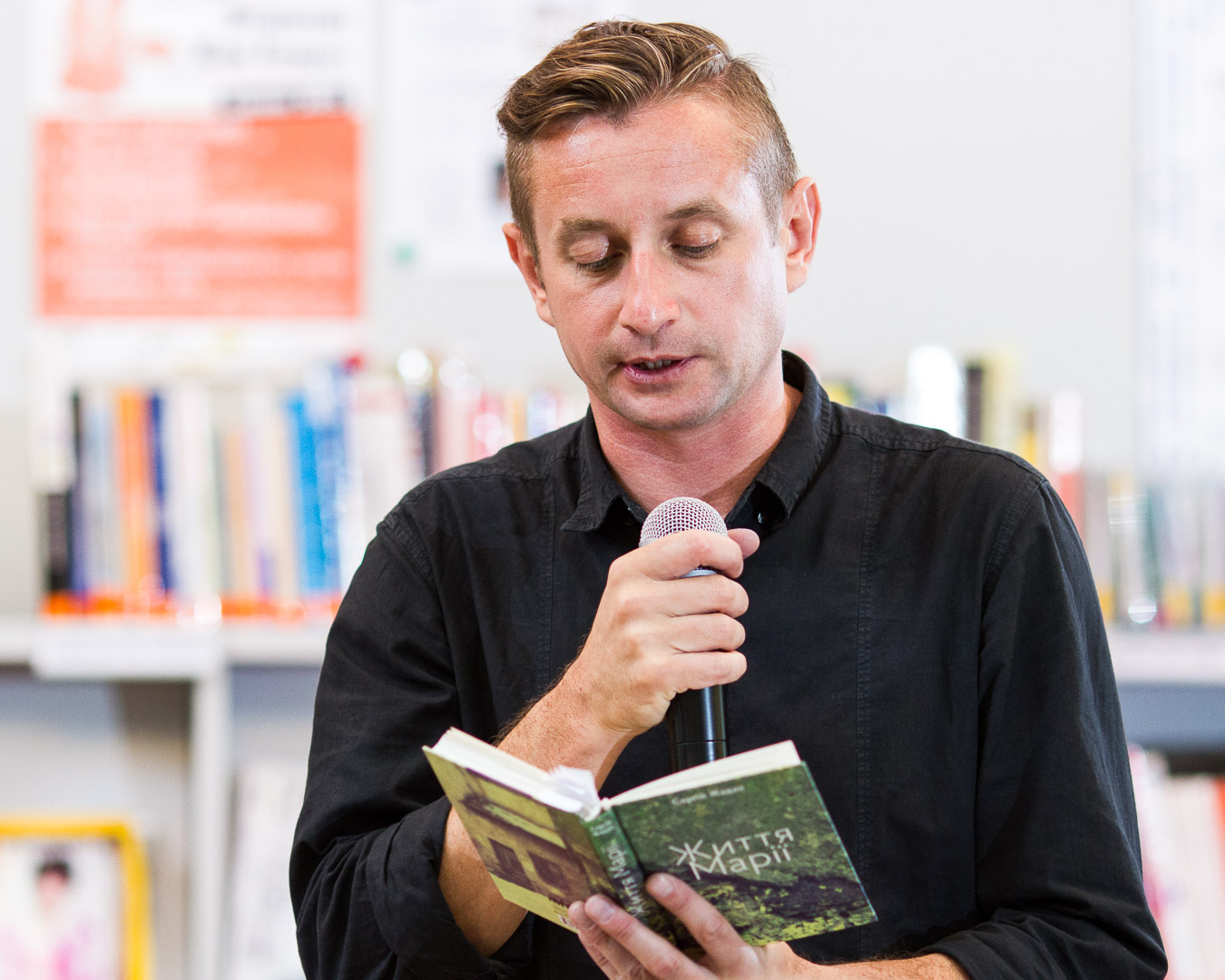
Szerhij Zsadan, 2015, Wrocław

Zsadan fordított német, angol, fehérorosz és orosz nyelvről, olyan költőktől, mint Paul Celan és Charles Bukowski. Saját műveit német, angol, észt, francia, olasz, svéd, norvég, lengyel, szerb, horvát, litván, lett, fehérorosz, orosz, magyar, örmény és cseh nyelvekre fordították le.
Versei ezekben a periodikákban jelentek meg: Ambit, Asymptote, Blackbird, Gulf Coast, The Manchester Review, Modern Poetry in Translation, Poetry International, Poetry International Web folyóiratokban, Plume., The Threepenny Review, Tin House, és Virginia Quarterly Review.

## Színházi és multimédiás projektek
A Demokratikus Ifjúság himnusza (Гімн демократичної молоді) című regényét színpadra adaptálták, és a kijevi Ivan Franko Nemzeti Akadémiai Drámai Színházban mutatták be. 2004 óta a New York-i La MaMa Experimental Theatre Yara Arts Groupjával dolgozott, és közreműködött a következő előadásokban: „Koliada: Tizenkét étel” (2005), „Underground Dreams” (2013–2014), „Hitting Bedrock” (2015). ) és „1917–2017: Tychyna, Zhadan and the Dogs” (2017), amely két New York-i Innovatív Színházi Díjat kapott.
„Kém”, „Káplán” és „Tű” című versei Tkacz és Phipps fordításában részei voltak a „Blind Spot”-nak, Mikola Ridnyi és Szehij Zsadan installációjának a Velencei Biennálé ukrán pavilonja számára 2015. május–júliusban.

## Zene
Zsadan együttműködött a harkivi székhelyű Luk-zenekarral. Luk legtöbb ukrán nyelvű dalának szövege Zsadan művei alapján készült (különösen az első Tourist zone album, amely Zsadan Merry Christmas, Jesus Christ című darabján alapul).
A Khor monholskykh militsioneriv (mongol rendőrkórus) tisztelgő album 2008-ban jelent meg. A dalok Zsadan szövegeit tartalmazzák, harkovi zenészek előadásában.
2007 óta Zsadan együttműködik egy másik harkovi zenekarral, a Собаки в космосі-val, jelenleg Жадан і собаки néven. Kiadták a Спортивний клуб армії (Katonai sportklub, 2008), a Зброя пролетаріату (A proletariátus fegyverei, 2012), a Бийся за неї (Harcolj érte, 2012), a Пси (Kutyák, 2016) és a Мадонна (Madonna, 2019) című albumukat.
2021-ben Zsadan felvett egy teljes albumot "Fokstroty" címmel Juriy Gurzi-vel, egy ukrán származású, berlini zenész, DJ és producerrel.

## Politikai aktivizmus és katonai szolgálat

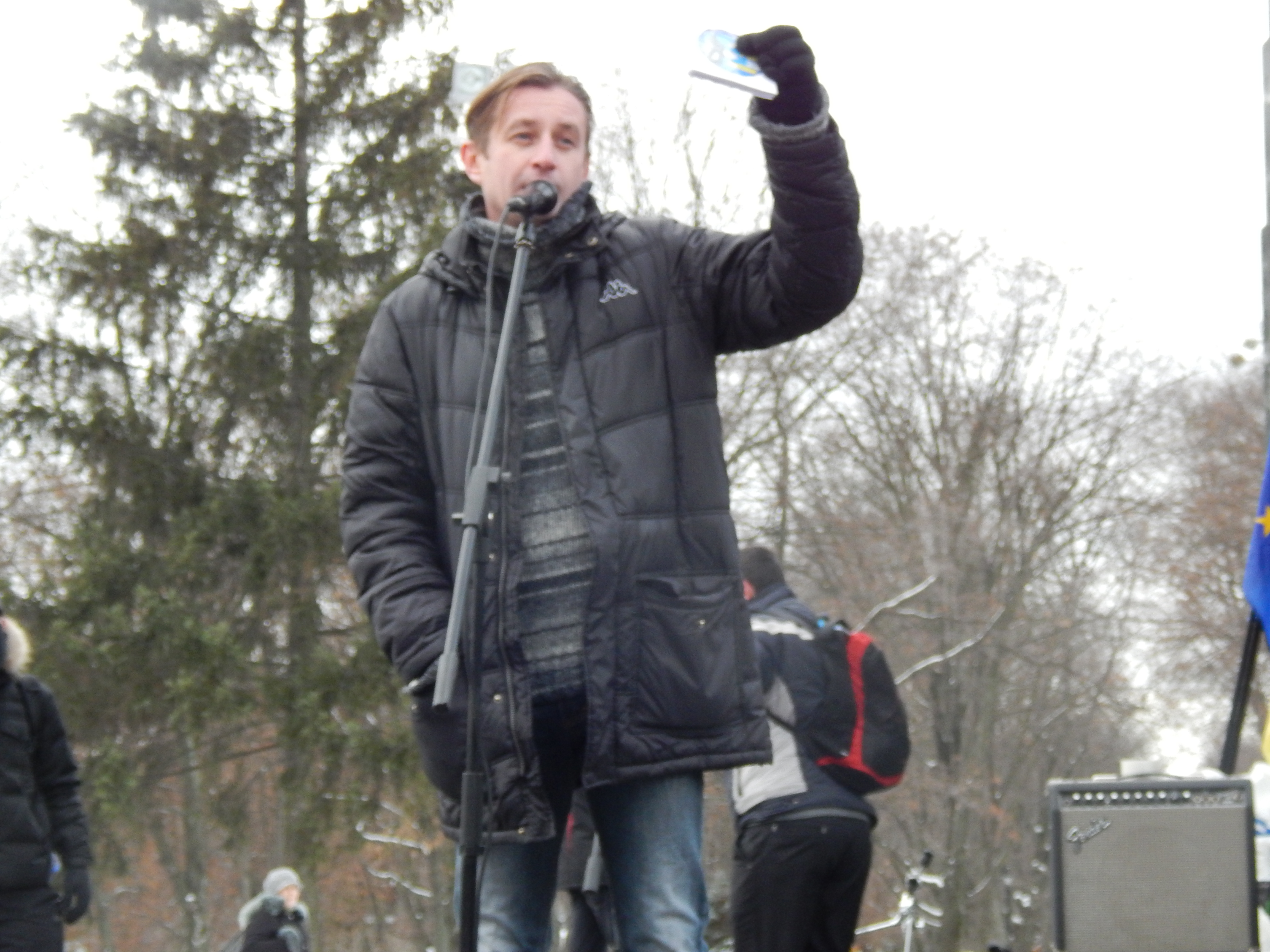
Szerhij Zsadan a "Rock for change" rallyn Harkovban, 2013

Zsadan aktív részvétele az ukrán politikában még diák korában kezdődött, és folytatódott a különböző ukrajnai politikai válságok során. 1992-ben a "The Red Thistle" nevű harkivi neofuturisztikus irodalmi csoport egyik szervezője volt. Részt vett a 2004-es narancsos forradalom korrupció és a választók megfélemlítése elleni tüntetésén az elnökválasztás második fordulójában, egy harkivi sátortábor parancsnoka volt. A tiltakozás eredményeként az ukrán legfelsőbb bíróság elrendelte a szavazás megismétlését. Többször is kifejezte rokonszenvét az anarchisták iránt, és sok munkájában „baloldali” indítékok jelennek meg.
2013-ban tagja volt az Euromajdan Harkiv koordinációs tanácsának, részese volt az országos tüntetéseknek és a rendőrséggel folytatott erőszakos összecsapásoknak. Az 5 napos Maidan forradalom utóhatásaként, amelynek eredményeként az oroszok által támogatott Janukovics elnök lemondott, Harkivban az közigazgatási épület előtt megtámadták.
2014 óta Zsadan számos látogatást tett a kelet-donbászi régió frontvonalaiban, amelyek fegyveres konfliktusban érintettek az orosz szakadárokkal. 2017 februárjában társalapítója volt a Szerhij Zsadan Jótékonysági Alapítványnak, hogy humanitárius segítséget nyújtson a frontvonalbeli városoknak.
Amikor megkérdezték, Zsadan a következőképpen jellemezte politikai kötelezettségvállalásait:

Önt gyakran „baloldalinak” nevezik – ez igaz? Soha nem jellemeztem magam baloldalinak, de mindig azt mondják, hogy a baloldaliak közé tartozom! Ez mind nonszensz. Az emberek balra és jobbra osztása a modern Ukrajnában nem túl építő jellegű. Ukrajna állampolgára vagyok, aki szereti a hazáját és próbál segíteni.
Azt mondanád, hogy „nacionalista” vagy „hazafi” vagy? Nem vagyok nacionalista. Egy hazafi – igen. Hazafi vagyok, és szeretem a hazámat. De a „hazafi” kifejezés a modern Ukrajnában és a modern Európában különféle jelentésekkel bír. Európában és Amerikában találkozom ezzel, ahol a közvélemény egyes tagjai egyenlőségjelet tesznek a „hazafi” és a „nacionalista” közé, vagy a „hazafi”-t konzervatív jobboldalinak tekintik. De ez nagyon pontatlan. Ukrajnában a „hazafi” egy olyan személy szinonimája, aki katonáink oldalán áll a fronton – valaki, aki támogatja országunkat.
Miért nem nevezed magad nacionalistának? Mert a nyolcvanas évek óta ismerem Ukrajna nacionalista mozgalmát. Sok barátom van a nacionalista mozgalomban, de a nacionalizmus elképzelései nem felelnek meg az én Ukrajnáról alkotott elképzeléseimnek. Ukrajna sokkal bonyolultabb, és sokkal kevésbé egyértelmű.

Ukrajna 2022-es orosz inváziója után Zsadan szülővárosában, Harkovban maradt, és segített a humanitárius segélyek megszervezésében.
2024. június elején Zsadan a Facebook-oldalán közzétette, hogy csatlakozott az Ukrán Nemzeti Gárda 13. „Hartyija” dandárjához, Ez a zászlóalj részt vett az orosz invázió különböző csatáiban.

## Kritikus fogadtatás

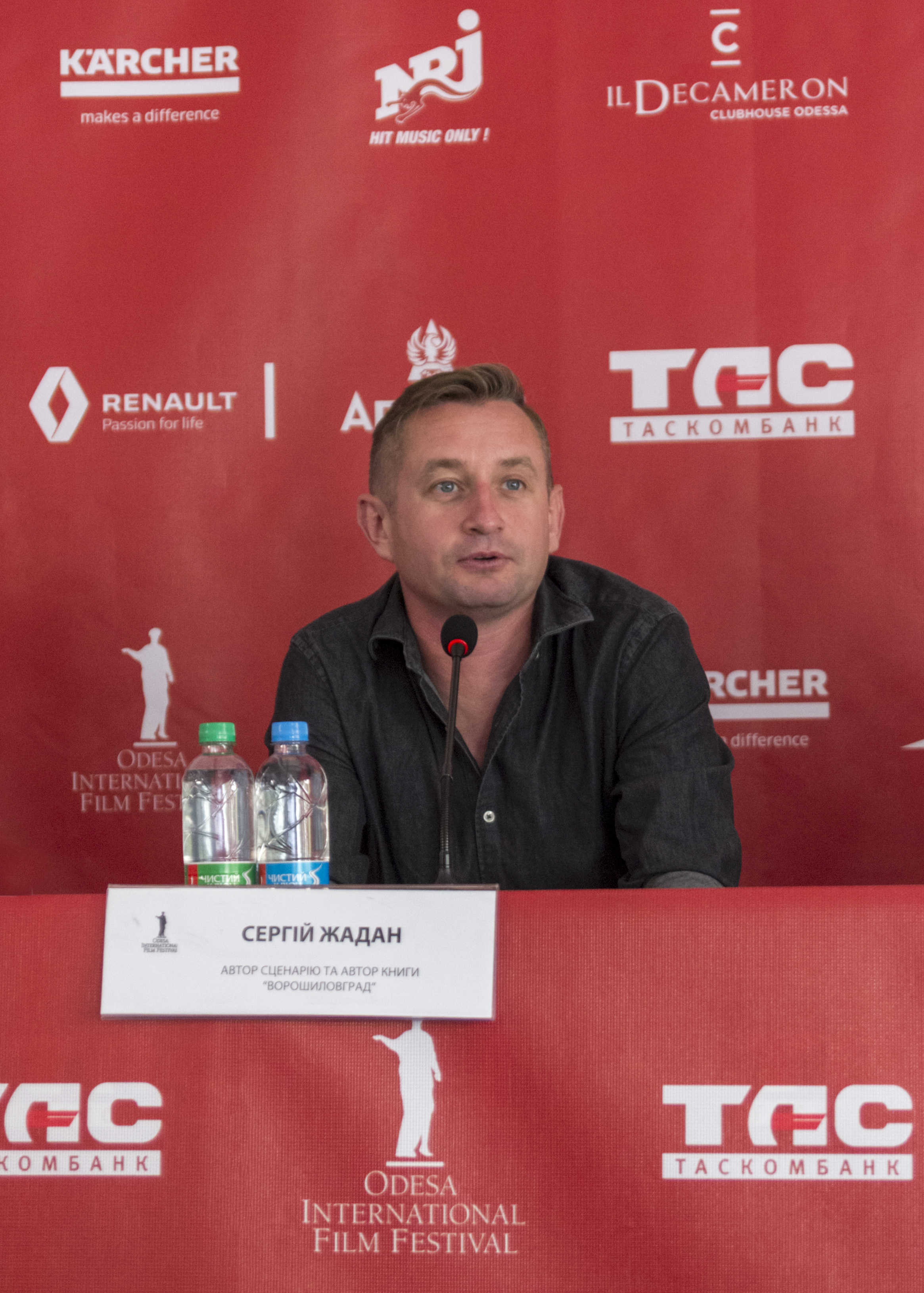
Zsadan a 2017-es Odesszai Nemzetközi Filmfesztiválon

Rosztiszlav Melnyikov és Jurij Csaplin, a New Literary Review munkatársa 2007-ben ezt írta:
Zsadan prózája olyan költői, szabadverse annyira prózai. Nehéz műfajt rendelni a művéhez: memoár, útleírás, időszerű vagy nem időszerű meditáció – vagy mindezek keveréke, amelynek középpontjában az én generációm és a mi korszakunk témája áll.
Kirill Ankudinov, aki 2008 júniusában a Vzglyad.ru-nak írt, ezt mondta:
Nem lehet összefoglalni Szerhij Zsadan fűszeres, forró, édes, gonosz improvizációit – ez a verbális jazz. Amikor őt olvasod, félsz a kortárs orosz irodalomtól: azok közül, akik most orosz nyelven írnak, nincs közöttük senki, aki ennyire pokolian szabad lenne (és mindenekelőtt mentes lenne az „írói” prózától, a „benyomás keltésére” való hajlamtól").

2022. március 5-én a Lengyel Tudományos Akadémia jelölte az irodalmi Nobel-díjra.

## Művei

### Versgyűjtemények
- Генерал Юда (Київ: Український письменник, 1995)
- Цитатник: Вірші для коханок і коханців (Київ: Смолоскип, 1995)
- Пепсі (Харків: Майдан, 1998)
- Балади про війну і відбудову: Нова книга віршів (Львів: Кальварія, 2001)
- Історія культури початку століття (Київ: Критика, 2003)
- Марадона: Нова книга віршів (Харків: Фоліо, 2007)  – második részként Marcin Svetlitsky, Charles Bukovsky, Paul Cseljan, fordításait tartalmazza
- Ефіопія (Харків: Фоліо, 2009)  – містить розділ «Коментарі» з п'ятьма оповіданнями
- Вогнепальні й ножові (Харків: Книжковий Клуб «Клуб Сімейного Дозвілля», 2012)
- Життя Марії: Книга віршів і перекладів[33] (Чернівці: Meridian Czernowitz; Книги  – ХХІ, 2015)  – a gyűjtemény Maria Rilke és Czeslaw Milosz Rainertől származó fordításait is tartalmazza
- Тамплієри: Нові вірші, 2015 – 2016 (Чернівці: Meridian Czernowitz; Книги  – ХХІ, 2016)
- Антена (Чернівці: Meridian Czernowitz, 2018)
- Список кораблів: Нові вірші, 2018 – 2019 (Чернівці: Meridian Czernowitz, 2020)
- Псалом авіації (Чернівці: Meridian Czernowitz, 2021)

### Próza

#### Regények
- Депеш Мод (Харків: Фоліо, 2004),
- Anarchy in the UKR (Харків: Фоліо, 2005),
- Ворошиловград (Харків: Фоліо, 2010),
- Месопотамія (Харків: Книжковий Клуб «Клуб Сімейного Дозвілля», 2014)  – novellák és harminc verses regény.
- Інтернат (Чернівці: Meridian Czernowitz, 2017)

#### Történetek, esszék, regények
- Біґ Мак (Київ: Критика, 2003)  – hat történet
- Гімн демократичної молоді (Харків: Фоліо, 2006)  – hat történet
- Трициліндровий двигун любові (з Юрієм Андруховичем та Любко Дереш|Любком Дерешем; Харків: Фоліо, 2007)  – Zsadan birtokolja a „NATO Bloc” szekciót, amely nyolc történetből áll. esszék
- Біг Мак та інші історії (Харків: Фоліо, 2011)  – tizenöt történet
- Палата № 7 (з Ладою Лузіною; Харків: Фоліо, 2013)  – Zsadan: „És anya a hajába rejtve” regény (2012)
- Біґ Мак. Перезавантаження (Харків: Книжковий Клуб «Клуб Сімейного Дозвілля», 2015)  – húsz novella,
- Коли спаде спека (Івано-Франківськ: Лілея-НВ, 2015; книга-«перевертень», під однією обкладинкою зі збіркою Мірека Боднаря «Бриколаж»)  – könyv, ugyanazon a borító alatt, mint Mirek Bodnar "Bricolazh" gyűjteménye) – 2010-2013 hasábok, megjelent a "TSN.ua" weboldalon "
- ДНК (Харків: Книжковий Клуб «Клуб Сімейного Дозвілля», 2016)  – az ötlet szerzője és a könyvben szereplő történetek egyike

### Dráma
- Хлібне перемир'я (Чернівці: Meridian Czernowitz, 2020)
- Вишиваний. Король України (Чернівці: Meridian Czernowitz, 2020; valójában a könyv 2021-ben jelent meg)[34]

### Válogatott művek
- The very best poems, psychedelic stories of fighting and otherbullshit / Кращі поезії, психоделічні історії боротьби та інші інтимні колізії. Вибрані поезії 1992 – 2000 (Донецьк: Кальміюс, 2000)
- Цитатник (Харків: Фоліо, 2005) – збірки «Цитатник», «Пепсі», „Baladák a háborúról és az újjáépítésről”, gyűjteményen kívüli versek, betlehem „Karácsony Mária, Jézus Krisztus!”, új „U. R.S.R."
- Капітал (збірка) (Харків: Фоліо, 2006) – романи «Депеш Мод», «Anarchy in the UKR», збірки «Гімн демократичної молоді» та «Цитатник» (2005)
- Біґ Мак² (Київ: Критика, 2007) – перевидання збірок «Біґ Мак» та «Історія культури початку століття» gyűjtemények újranyomtatása két új történettel
- Лілі Марлен: Книга нових та вибраних віршів (Харків: Фоліо, 2009) – вірші зі збірок 1995 – 2009 рр., новий цикл «Лесбійки» й чотири оповідання
- Прощання слов'янки (Харків: Фоліо, 2011) – versek az 1995-2009-es gyűjteményekből, az új „Leszbijka” ciklus és négy novella
- Госпелс і спірічуелс (духовні співи растаманів північного Причорномор'я) (Харків: Фоліо, 2012) – miniatűr könyv, válogatott versek az 1995-2010 közötti könyvekből, рр.
- Динамо Харків (Київ: А-БА-БА-ГА-ЛА-МА-ГА, 2014) – вибрані вірші 1992 – 2014 рр.; у третьому виданні (2015) – вірші 1992 – 2015 рр.
- 30 доказів існування Бога (і 29 заперечень) (Київ: Laurus, 2014) – вибрані вірші 1993 – 2013 рр.
- Господь симпатизує аутсайдерам: 10 verseskötet (Харків: Книжковий Клуб «Клуб Сімейного Дозвілля», 2015) – поетичні збірки 1995 – 2014 рр. (без перекладів, оповідань та вертепу)
- Пливи, рибо, пливи (Чернівці: Чорні вівці; Книги – ХХІ, 2016) – művészeti könyv, a vers külön kiadása; Khrystyna Lukashchuk illusztrációi
- Постійне місце проживання (Харків: IST Publishing, 2020) – válogatott versek 1993-2020, művészeti könyv, Pavel Makov illusztrációi

### Magyarul megjelent

#### Novellák
- A szervcsempészet sajátosságai – 2000, Budapest, 2006 · Fordította: Körner Gábor
- Körgyűrűk szomorú démonai – Műút, Miskolc, 2011 · Fordította: Körner Gábor

#### Kötetek
- Depeche Mode (Депеш Мод) – Európa, Budapest, 2010 (Modern könyvtár) · ISBN 9789630789264 · Fordította: Körner Gábor
- [35]
- Vorosilovgrád (Ворошиловград) – Európa, Budapest, 2012 · ISBN 9789630792950 · Fordította: Körner Gábor
- Harkiv Hotel – Jelenkor, Budapest, 2023 · ISBN 978-963-518-282-4 · Fordította: Vonnák Diána
- A diákotthon (Інтернат) – Magvető, Budapest, 2023 (Határhelyzetek) · ISBN 9789631443394 · Fordította: Körner Gábor

## Díjai
- Jan Michalski Prize for Literature, awarded in 2014 for Voroshylovhrad[36]
- BBC Ukrainian's Book of the Decade award in December 2014 for Voroshylovhrad[37]
- Angelus Award (2015), for his book Mesopotamia, translated to Polish by Michał Petryk and Adam Pomorski[38]
- EBRD Literature Prize (2022), for his book The Orphanage, translated to English by Reilly Costigan-Humes and Isaac Stackhouse Wheeler[39]
- Friedenspreis des Deutschen Buchhandels (2022).[40][41]

## Egyéb információk
- The Bard of Eastern Ukraine, Where Things Are Falling Apart. The New Yorker. Marci Shore(wd). 2016.
- The Abuse of Ukraine's Best-Known Poet. The New Yorker. Sally McGrane. 2014.
- The Word in a Time of War. Asymptote. Mayhill Fowler on Serhiy Zhadan.

## Fordítás
- Ez a szócikk részben vagy egészben  a   Serhiy Zhadan című angol Wikipédia-szócikk fordításán alapul.  Az eredeti cikk szerkesztőit annak laptörténete sorolja fel. Ez a jelzés csupán a megfogalmazás eredetét és a szerzői jogokat jelzi, nem szolgál a cikkben szereplő információk forrásmegjelöléseként.